# (24952) 1997 QJ4
1997 كيو جاي 4 (ويعرف أيضًا باسم (24952) 1997 كيو جاي 4 وفق تسمية الكوكب الصغير) (بالإنجليزية: 1997 QJ4)‏ هو كويكب ضمن حزام الكويكبات؛ وترتيبه 24952 من حيث الاكتشاف.
اكتُشف هذا الجُرم الفلكي بواسطة جين لوو في 28 أغسطس 1997.

## وصلات خارجية
- (24952) 1997 QJ4 في قاعدة بيانات مختبر الدفع النفاث لأجرام النظام الشمسي الصغيرة

- الاكتشاف · مخطط المدار ·  العناصر المدارية · المعلمات المادية

- (24952) 1997 QJ4 على موقع ويكي سكاي: DSS2, SDSS, GALEX, IRAS, Hydrogen α, X-Ray, Astrophoto, Sky Map, Articles and images